# Dicranodromia ovata
Dicranodromia ovata är en kräftdjursart som beskrevs av Alphonse Milne-Edwards 1880. Dicranodromia ovata ingår i släktet Dicranodromia och familjen Homolodromiidae. Inga underarter finns listade i Catalogue of Life.